# AMTOR
AMTOR(Amateur Teleprinting Over Radio)는 아마추어 무선으로 영어 문자를 주고 받는 교신방식을 말한다.

## 설명
AMTOR는 RTTY의 한 방식이다. AMTOR는 1978년 피터 마르티네즈, G3PLX가 개발했다. 최초의 교신은 1978 9월 G3YYD와 2m 아마추어 밴드에서 이루어졌다.
자작해서 만든 모토롤라 6800 기반의 마이크로컴퓨터를 사용해 어셈블리어로 만들었다. AMTOR는 1980-90년대에 아마추어무선국들이 많이 사용했다. 1983년부터 1991년까지 널리 보급되어 사용되었다. 그러나 지금은 PSK31 같은 실시간 문자 교신 모드가 개발되어서, 거의 사용되지 않는다.
2009년 8월 17일, ARRL은 회원들이 MFSK16, PSK31 모드를 많이 사용하기 때문에, AMTOR 회보를 중단했다.
PSK31도 피터 마르티네즈, G3PLX가 개발한 것이다. 오늘날 많이 사용된다.